# Alone in the Dark (игра, 2024)
Alone in the Dark — компьютерная игра в жанре survival horror, разработанная студией Pieces Interactive и издаваемая THQ Nordic. Выход игры состоялся 20 марта 2024 года на платформах Windows, PlayStation 5 и Xbox Series X/S. Игра является переосмыслением оригинальной игры Alone in the Dark 1992 года и седьмой частью франшизы Alone in the Dark.

## Сюжет
Эмили Хартвуд и частный детектив Эдвард Карнби отправляются в поместье Дерсето, психиатрическое учреждение, чтобы расследовать исчезновение Джереми Хартвуда, дяди Эмили.

## Разработка
Спустя три года после выхода Alone in the Dark: Illumination, бывший издатель Atari S.A. продал права THQ Nordic в сентябре 2018 года. Pieces Interactive, известная разработкой игры Magicka 2, приступила к разработке игры в 2019 году. Команда была вдохновлена успехом ремейков Resident Evil 2 и Resident Evil 3. Сценарий к игре был написан Микаэлем Хедбергом, который ранее работал в Frictional Games над SOMA и Amnesia: The Dark Descent. В игре будет представлен оригинальный сюжет, в который войдут персонажи из первых трёх игр Alone in the Dark. Художник Гай Дэвис был нанят для создания дизайна монстров, представленных в игре.
В августе 2022 года игра была показана на выставке THQ Nordic. Бесплатная демо-версия игры под названием Prologue была выпущена для всех платформ 26 мая 2023 года. Релиз игры был намечен на 25 октября 2023 года, однако позднее разработчики объявили о переносе на 16 января 2024 года в связи с большим количеством релизов других игр осенью 2023 года. В декабре 2023 года разработчики объявили о новой дате выхода игры — 20 марта 2024 года.
Для записи голоса и захвата действий протагонистов были приглашены британская актриса Джоди Комер и американский актёр Дэвид Харбор.

## Вдохновение
Разработчики оригинальной игры Alone in the Dark (1992) вдохновлялись фильмами ужасов Дарио Ардженто и Джорджа Ромеро, а также творчеством Г. Ф. Лавкрафта, которое использовалось в основном для того, чтобы обеспечить «атмосферу, сеттинг и добавить несколько существ в бестиарий» (например, Глубоководных). Художники создавали визуальный стиль, имитирующий стиль классических картин.
Разработчики Alone in the Dark (2024) года признают множество влияний: от классических американских готических ужасов до современных, таких как «Настоящий детектив», «Сердце ангела», работы Уэса Андерсона и Дэвида Линча. Отсылки на творчество Лавкрафта и последователей «Мифов Ктулху» стали более выражены. Так, Лавкрафт упоминал несколько раз вуду, о котором писал Генри Уайтхед, или младых Шуб-Ниггурат, которых описал Роберт Блох. Художники создавали визуальный стиль, вдохновляясь фильмами в жанре нуар, а также фильмами золотой эпохи кино, такими как «Великий Гэтсби».

## Отзывы критиков
| Сводный рейтинг       | Сводный рейтинг                        |
| Агрегатор             | Оценка                                 |
| --------------------- | -------------------------------------- |
| Metacritic            | (PC) 67/100 (PS5) 63/100 (XBXS) 66/100 |
| OpenCritic            | 64/100                                 |
| «Критиканство»        | 59/100                                 |
| Иноязычные издания    |                                        |
| Издание               | Оценка                                 |
| Digital Trends        | [ 17 ]                                 |
| Edge                  | 4/10                                   |
| Eurogamer             | [ 19 ]                                 |
| GameSpot              | 4/10                                   |
| GamesRadar+           | [ 21 ]                                 |
| GameStar              | 77/100                                 |
| IGN                   | 6/10                                   |
| Jeuxvideo.com         | 13/20                                  |
| NME                   | [ 25 ]                                 |
| PCGamesN              | 5/10                                   |
| PC Gamer (US)         | 76/100                                 |
| Push Square           | [ 28 ]                                 |
| Shacknews             | 7/10                                   |
| The Guardian          | [ 30 ]                                 |
| VideoGamer            | 8/10                                   |
| Video Games Chronicle | [ 32 ]                                 |
| Русскоязычные издания |                                        |
| Издание               | Оценка                                 |
| 3DNews                | 5,5/10                                 |
| GameMAG.ru            | 5/10                                   |
| GoHa.Ru               | «Середняк»                             |
| PlayGround.ru         | 7,5/10                                 |
| Riot Pixels           | 60 %                                   |
| StopGame.ru           | «Изумительно»                          |
| «Игромания»           | 5/10                                   |
| «Игры Mail.ru»        | 7,5/10                                 |
| «Канобу»              | 7,5/10                                 |
| «Мир фантастики»      | без оценки                             |
| «НИМ»                 | 7,8/10                                 |

Alone in the Dark получила смешанные оценки игровых ресурсов. Версия для персональных компьютеров получила 67 баллов из 100 возможных на сайте Metacritic, версии для PlayStation 5 и Xbox Series X/S получили 64 и 66 баллов соответственно. Журналисты положительно оценили актёрскую игру, игровую атмосферу, разнообразие локаций и саундтрек. К недостаткам проекта рецензенты отнесли примитивную боевую систему, отсутствие разнообразия врагов, короткую продолжительность игры, технические ошибки и проблемы с производительностью.
Рик Лейн из The Guardian остался крайне недоволен игрой. По его мнению, «Alone in the Dark настолько скучная, неповоротливая и невнятная игра, что остаётся только пожать плечами, <…> а бои и головоломки — всего лишь тени превосходного дизайна Resident Evil 2». Викки Блейк из Eurogamer похвалила игровое окружение и подвергла критике техническую составляющую проекта и геймплей, который она посчитала слишком скучным. По её словам, Alone in the Dark «слишком нудная и недоработанная — настолько, что это сильно отвлекает от потрясающих декораций и голливудского актёрского состава».

## Продажи
Игра оказалась коммерческим провалом, не оправдав ожиданий Embracer Group. Спустя месяц после релиза в Pieces Interactive прошли массовые сокращения, а в июне 2024 года стало известно, что Embracer приняла решение закрыть студию окончательно. Причины закрытия не оглашались, но пресса связывает это с неудовлетворительными результатами продаж Alone in the Dark.